# 赤坂上駅
赤坂上駅（あかさかうええき）は、長野県上田市上田原にある上田電鉄別所線の駅である。駅番号はBE04。

## 歴史
- 1932年（昭和7年）9月21日：開業[1]。
- 1938年（昭和13年）7月25日：青木線の廃止により、川西線の駅となる。
- 1939年（昭和14年）
  - 3月19日：路線名称変更により、別所線の駅となる。
  - 9月1日：社名変更により、上田電鉄の駅となる。
- 1943年（昭和18年）10月21日：合併により、上田丸子電鉄の駅となる。
- 1951年（昭和26年）4月：位置が変更される[1]。
- 1969年（昭和44年）5月31日：社名変更により、上田交通の駅となる。
- 1991年（平成3年）11月：駅改築[1]。
- 2005年（平成17年）10月3日：鉄道部門子会社化により、上田電鉄の駅となる。
- 2016年（平成28年）8月：駅ナンバリングが導入され、使用を開始[2][3]。

## 駅構造

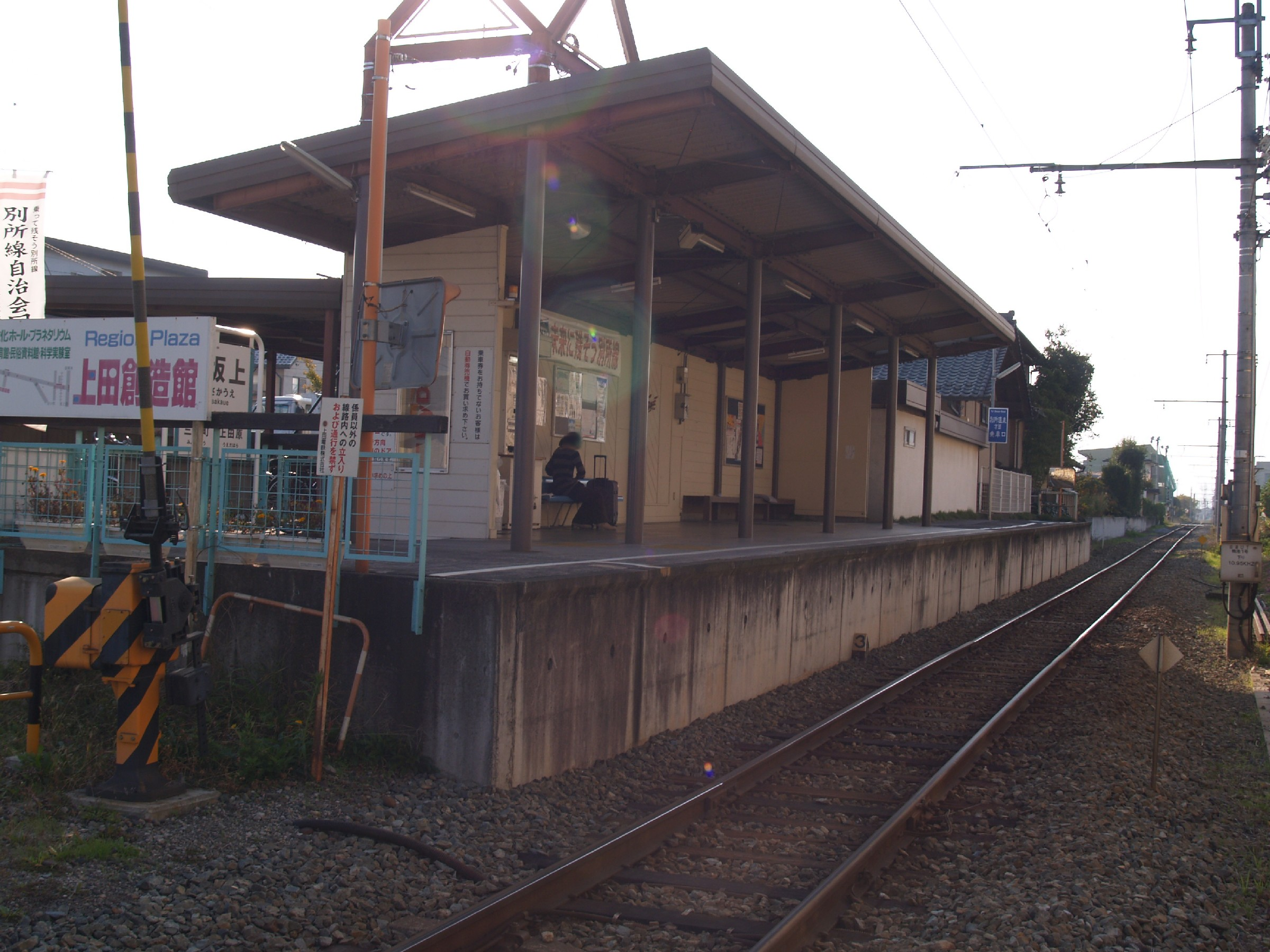
ホーム (2009年10月)

単式1面1線のホームを持つ地上駅。かつては駅員配置駅であったが現在は無人駅である。自動券売機設置駅（1機）。
自動券売機のシャッターは電車の運転時間帯以外（夜間）は閉じられており、始発電車の運転士がシャッターを開け、最終電車の運転士がシャッターを閉じる。
別所線では全線でワンマン運転を実施しているため当駅では通常は進行方向1番前のドアしか開閉しないが、平日の朝6時30分から8時30分の間は上田方面の電車に限りすべてのドアが開閉する（ただし、土曜・日曜・祝日は進行方向1番前のドアしか開閉しない）。
近年の一日平均乗車人員の推移は下記のとおり。

## 利用状況
| 年度   | 一日平均 乗車人員 |
| ------ | ----------------- |
| 2010年 | 102               |
| 2011年 | 98                |
| 2012年 | 105               |
| 2013年 | 104               |
| 2014年 | 110               |
| 2015年 | 128               |
| 2016年 | 131               |
| 2017年 | 118               |

## 駅周辺
- 上田創造館[1]
- 長池公園[1]
- 国道143号
- 長野県上田千曲高等学校[1]
- 上田原簡易郵便局
- 千曲バス青木線・室賀線阪美精密前停留所[5]
- 上田バス塩田線赤坂上停留所

## 隣の駅
上田電鉄
■別所線
三好町駅（BE03） - 赤坂上駅（BE04） - 上田原駅（BE05）